# Kriya Yoga
A Kriya Yoga é um sistema de Yoga revivido nos tempos modernos por Lahiri Mahasaya. Paramahansa Yogananda difundiu Kriya em grande escala para o público em geral através do livro Autobiografia de um Iogue. O sistema consiste em técnicas yóguicas que aceleram o desenvolvimento espiritual e ajudam a alcançar um profundo estado de tranquilidade e comunicação com Deus e com o próprio Eu Superior.

## História

### História Recente
De acordo com Paramahansa Yogananda, a Kriya Yoga já era conhecido na Índia ancestral, mas em determinada altura perdeu-se devido à "confidencialidade sacerdotal e à indiferença humana." Mas em 1861, o imortal yogi Mahavatar Babaji iniciou Lahiri Mahasaya na Kriya Yoga. Lahiri Mahasaya então reviveu a prática, que foi rapidamente difundida na Índia. Paramahansa Yogananda, foi preparado durante décadas para a missão de disseminar o Kriya no Ocidente, por seu Guru Swami Sri Yuktéswar um dos discípulos mais adiantados de Lahiri Mahasaya. Ao chegar nos EUA, Paramahansa Yogananda fundou a Self-Realization Fellowship, uma organização que permitisse congregar estudantes e monásticos, fez inúmeras palestras, escreveu dezenas de livros e organizou seus ensinamentos espirituais em um conjunto de lições, que desde então espalham Kriya pelo mundo. Todavia, Yogananda ensinou Kriya Yoga de forma diferente do que agora difundido pela organização que ele mesmo fundou.  Kriya Yoga é uma vasta ciência de iluminação e mestres de Yoga ensinam de acordo com a época e com os diferentes discípulos. 
Os discípulos mais conhecidos de Lahiri Mahasaya foram Swami Sri Yukteswar Giri, Panchanon Bhattacharya, Swami Pranabananda, Swami Kebalananda, Swami Keshabananda, e Bhupendranath Sanyal (Sanyal Mahasaya).